# Filipinska brazda
Filipinska brazda je brazda u Tihom oceanu koja se nalazi istočno od Filipina. Nakon Marijanske brazde, druga je najdublja brazda u Tihom oceanu.
Dubina joj je mjerena u više navrata: 1912. njemački brod Planet izmjerio je dubinu od 9 788 m. Sljedeće mjerenje napravljeno je s njemačke krstarice Emden 1927., kada je izmjerena dubina od 10 793 m, a tri godine poslije ekspedicija "W. Snellius" mjeri dubinu od 10 068 m. Kao najpouzdanija dubina brazde uzima se ona od 10 497 m koju je 1945. izmjerio američki brod Cape Johnson.